# Пудос (озеро)
Пудос — пресноводное озеро на территории сельского поселения Зареченск и городского поселения Зеленоборского Кандалакшского района Мурманской области.

## Общие сведения
Площадь озера — 2,2 км². Располагается на высоте 37,2 метров над уровнем моря.
Форма озера лопастная, продолговатая: оно почти на четыре километра вытянуто с северо-запада на юго-восток. Берега каменисто-песчаные, преимущественно возвышенные, скалистые. К югу от водоёма расположена гора Иванова высотой 343,6 м.
Через Пудос течёт река Лопская, впадающая в озеро Пажма, являющееся частью Ковдозера. Через последнее протекает река Ковда, впадающая, в свою очередь, в Белое море.
Ближе к западному берегу озера расположен один относительно крупный (по масштабам водоёма) остров без названия.
Населённые пункты и автодороги вблизи водоёма отсутствуют.
Код объекта в государственном водном реестре — 02020000611102000001662.